# إريك ميكلاند
إريك ميكلاند (مواليد 21 يوليو 1971) هو لاعب كرة قدم. يلعب مع منتخب النرويج لكرة القدم. سبق له أن لعب في كأس العالم لكرة القدم مع منتخب بلاده.

## روابط خارجية
- إريك ميكلاند على موقع IMDb (الإنجليزية)

- إريك ميكلاند على موقع الاتحاد الدولي (مؤرشف)  (الإنجليزية)
- إريك ميكلاند على موقع اتحاد النرويج (النرويجية)
- إريك ميكلاند على موقع قاعدة بيانات كرة القدم.إي يو (الإنجليزية)
- إريك ميكلاند على موقع بيانات كرة القدم. دي إي (الألمانية)
- إريك ميكلاند على موقع ناشيونال فوتبول تيمز (الإنجليزية)
- إريك ميكلاند على موقع عالم كرة القدم.نت (الإنجليزية)